# Pigeon d'Elphinstone
Columba elphinstonii
Espèce
Répartition géographique
Statut de conservation UICN

 VU C2a(ii) : Vulnérable
Le Pigeon d'Elphinstone (Columba elphinstonii) est un colombiné endémique des forêts caduques et des sholas des Ghâts du sud-ouest indien.

## Description
Cet oiseau est identifiable au plumage de sa nuque rappelant un damier constitué de plumes noires aux extrémités blanches. La tête est gris bleu, le cou et la poitrine gris foncé.

## Population, habitat et répartition
Cet oiseau vit dans les Ghats occidentaux. Il est vulnérable de par sa taille, ses faibles effectifs et la destruction de son habitat naturel. Quelques populations reliques survivent dans les hautes collines de la péninsule au-delà des Biligirirangan Hills et Nandi Hills près de Bangalore.

## Étymologie
Le  nom scientifique commémore Mountstuart Elphinstone (1779-1859).